# Mahmud của Ghazni
Mahmud của Ghazni (còn gọi là Mahmud Ghaznavi) (2 tháng 1 năm 971 – 30 tháng 4 năm 1030) là sultan của đế quốc Ghaznavi (Afghanistan) từ 997 cho đến khi qua đời năm 1030. Mahmud được xem là ông vua chiến binh hùng mạnh nhất của nhà Ghaznavi. Mahmud cũng được coi là vị vua đạo Hồi đầu tiên mang danh hiệu sultan. Ông lấy danh hiệu này vì không thần phục các "Đại êmia" áp chế các khalip nhà Abbas, nhưng ông không tranh chức khalip và vẫn tiến cống thường xuyên cho các khalip ở Bagdad.

## Lên ngôi
Yāmīn al-Dawlah Abd al-Qāsin Mahmūd Ibn Sebük Tegīn sinh năm 971, là con của Sebük Tigin. Năm 997, trong lúc hấp hối, vua Sebūk Tigin chỉ định em trai Mahmud là Ismail làm người nối vị. Trong khi đó, Mahmud đang tham gia cuộc nội chiến ở Samani và đồn trú tại Nishapur.
Nghe tin Ismail lên ngôi, Mahmud giao trách nhiệm ở Nishapur cho người chú Borghuz và người em Nur-ud-Din Yusuf rồi tiến về Ghazni. Mahmud đã chiếm được thủ đô Ghazni và hạ bệ vua em.
Năm 999, ông ta được khalip al-Qadir ban cho tên hiệu Yāmīn al-Dawlah (Cánh tay phải của quốc gia).

## Xâm lăng Ấn Độ
Trong thời trị vì của mình, Mahmud thực hiện chính sách bành trướng lãnh thổ, liên tục đem quân thôn tính các quốc gia lân cận. Ông ta đã 17 lần xâm chiếm, cướp phá các nước ở tiểu lục địa Ấn Độ. Mahmud cũng xây dựng một binh chủng tượng binh hùng mạnh để tăng cường hiệu quả chiến đấu của quân đội Ghaznavi. Nhân danh Hồi giáo, Mahmud đã giết hàng trăm nghìn các đối thủ và cướp bóc các kho tàng và đền thờ. Mahmud đã dùng những chiến lợi phẩm từ các cuộc chinh phạt để làm giàu thành phố Ghazni với các đại học, thư viện, và một triều đình có văn hóa.
Tuy nhiên, trên những nẻo đường chiến thắng của sultan Mahmud tại miền bắc Ấn Độ, ông ta chỉ để lại sau lưng những đổ nát và nước mắt. Và ông không lập lên một thánh đường nào, ngoại trừ tại thủ đô Ghazni của ông.
Đế quốc Ghaznavi bắt đầu bị người Thổ Seljuk đe dọa xuống dốc từ năm 1025, và trầm trọng sau khi vua Mahmud qua đời năm 1030.